# Storträsket (sjö i Finland, Nyland, lat 59,87, long 23,40)
Storträsket är en sjö i Raseborgs stad i Finland.   Den ligger i landskapet Nyland, i den södra delen av landet, 90 km väster om huvudstaden Helsingfors. Storträsket ligger 22 meter över havet. I omgivningarna runt Storträsket växer i huvudsak barrskog. Arean är 29,1 hektar och strandlinjen är 4,3 kilometer lång. Sjön  ingår i Finska vikens avrinningsområde. 